# Teste do torniquete

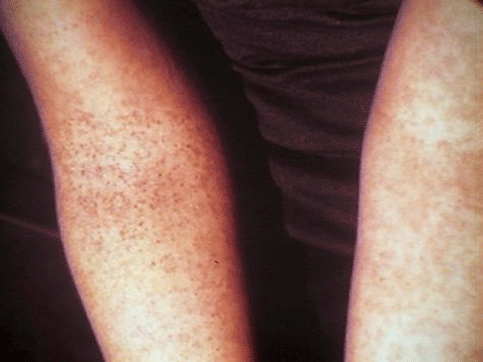
Um resultado positivo do teste do torniquete é visto do lado direito deste paciente com dengue. Observe o aumento do número de petéquias.

Teste do torniquete (também conhecido como teste de fragilidade capilar) determina a fragilidade dos vasos capilares de um indivíduo. O teste é um método de diagnóstico clínico para determinar a tendência hemorrágica de um paciente. Ele avalia a fragilidade das paredes capilares e é utilizado para identificar a trombocitopenia (baixo nível de plaquetas).
O teste é parte do algoritmo da Organização Mundial da Saúde para o diagnóstico de dengue. Um aparelho de pressão é aplicado e inflado no ponto médio entre a pressão arterial sistólica e diastólica por cinco minutos. O teste é positivo se houver mais do que 10 e 20 petéquias por polegada quadrada.
Alguns estudos têm mostrado que o teste de torniquete pode não ter uma elevada taxa de especificidade. Entre os fatores que interferem na eficácia deste teste estão mulheres que estão em período pré-menstrual, pós-menstrual e que não tomam hormônios, ou aqueles com a pele danificada pelo sol, visto que em todos estes casos haverá aumento da fragilidade capilar. No entanto, muitos outros estudos têm mostrado que o teste do torniquete tem uma boa especificidade, mas uma baixa sensibilidade. Por isso a sua utilização como teste de diagnóstico para dengue é questionado, visto que as pessoas que tiveram um resultado negativo ainda podem ter dengue. Ele não é mais usado como um teste de classificação para a dengue hemorrágica, conforme a última orientação da OMS.